# Computerspiele zu Neon Genesis Evangelion
Zur Anime-Fernsehserie Neon Genesis Evangelion erschienen über 20 Spiele für Konsole und PC. Zu den offiziellen Adaptionen kommen über 20 von Fans produzierte Spiele.

## Rollenspiele, Simulationen und Adventures
Als erste Spieladaption erschien 1996 Neon Genesis Evangelion: 1st Impression für die Konsole Sega Saturn. Das Rollenspiel handelt vom ersten Treffen der Figuren Shinji Ikari und Sohryu Asuka Langley. Das Nachfolgespiel Neon Genesis Evangelion: 2nd Impression behandelt die Beziehung von Shinji zu der eigens für das Spiel geschaffenen Figur Mayumi Yamagishi (山岸 マユミ).
1998 erschien mit Shin Seiki Evangelion: Kōtetsu no Girlfriend für Sega Saturn, PlayStation und PC der erste Teil einer Reihe von Spielen, von denen das zweite auch als Manga adaptiert wurde. Dieser erschien auch in Deutschland.
1999 folgte Neon Genesis Evangelion von Bandai für das Nintendo 64. Das Spiel handelt während der Serie und des Films The End of Evangelion. In 13 Missionen muss der Spieler gegen angreifende Engel kämpfen. 2003 brachte Bandai das Spiel Shinseiki Evangelion 2: Evangelions (新世紀エヴァンゲリオン2) für die Konsole PlayStation 2 heraus. Das Rollenspiel bietet 24 Missionen, die während der Handlung der Serie spielen und teilweise alternative oder weiterführende Handlungsbögen entwerfen. 2006 erschien eine Version für die PlayStation Portable.
2001 bis 2003 erschien das Ikusei Simulation Game (育成シミュレーションゲーム, ikusei shimyurēshon gēmu, engl. raising sim) Shin Seiki Evangelion: Ayanami Ikusei Keikaku (新世紀エヴァンゲリオン 綾波育成計画) in mehreren Versionen für Windows, Dreamcast und PlayStation 2. Der Spieler soll hier in der Rolle eines NERV-Offiziers die Erziehung von Rei Ayanami übernehmen.
2004 veröffentlichte Gainax das PC-Spiel Shin Seiki Evangerion: Ikari Shinji Ikusei Keikaku (新世紀エヴァンゲリオン 碇シンジ育成計画), in dem der Spieler die Rolle von Shinji Ikari übernimmt. Die Handlung ist im alternativen Universum angesiedelt, das in der letzten Folge der Serie gezeigt wird, aber auch hier muss gegen die Engel gekämpft werden.
2006 erschien Secret of Evangelion für PlayStation 2 und PlayStation Portable, 2007 folgte Meitantei Evangelion für die PlayStation 2 von Broccoli. Meitantei Evangelion erschien auch als Manga im Magazin Shōnen Ace.
2007 veröffentlichte Broccoli das Kampfspiel Neon Genesis Evangelion: Battle Orchestra für PlayStation 2.
2009 veröffentlichte Bandai Namco Games das Action-Adventure Evangelion: Jo für Playstation 2 und PSP. Der Spieler schlüpft in die Rolle von Shinji und kämpft in mehreren Missionen gegen die Engel.

## Mahjong-Spiele
1999 erschien mit Shin Seiki Evangelion – Eva to Yukai na Nakama-tachi: Datsui Hokan Keikaku (新世紀エヴァンゲリオン - エヴァと愉快な仲間たち : 脱衣補完計画, dt. „Neon Genesis Evangelion – Eva und die heiteren Freunde: Das Strip-Vervollständigungsprojekt“) für Windows das erste einer Reihe von Mahjong-Spielen zur Serie. Es folgten 2000 Shin Seiki Evangelion Mahjong Hokan Keikaku für Game Boy Color und The Stripping Project Complement Teil 1 2000 und Teil 2 2001 für Windows und Macintosh.

## Kartenspiele
1997 wurde für Sega Saturn das Spiel Neon Genesis Evangelion Digital Card Library veröffentlicht. Unter dem Titel Shinji and Good Friends erschien 1999 eine Reihe von sechs Computer-Kartenspielen für Windows 98.

## Weitere Spiele
- Neon Genesis Evangelion: Typing Project-E (1999; Dreamcast, PlayStation 2)
- Neon Genesis Evangelion: Shito Ikusei (1999; Bandai Wonderswan)
- Neon Genesis Evangelion: Typing Hokan Keikaku (2001; Dreamcast)